# Буассон, Лоис
Лои́с Буассо́н (фр. Loïs Boisson; род. 16 мая 2003, Дижон) — французская теннисистка. Полуфиналистка одного турнира Большого шлема в одиночном разряде (Открытый чемпионат Франции-2025), победительница одного турнира WTA в одиночном разряде.

## Общая информация
Отец — баскетболист Янн Буассон (род. 1961).

## Спортивная карьера
Лоис из спортивной семьи: её отец Янн играл в чемпионате Франции по баскетболу, а брат — в баскетбольных лигах при NCAA. С 11 лет француженку несколько лет тренировал муж её тёти — Стефан Глуаген — также известный в протуре по работе с Жюстин Энен и Ализе Корне, а позже числившийся в академии Риккардо Пьятти в качестве одного из администраторов.
В 2022—2025 годах стала победительницей одного турнира WTA 125, и шести турниров ITF в одиночном разряде.

### 2024—2025
В мае 2024 года в Сен-Мало (Франция) стала победительницей турнира WTA 125 в Сен-Мало в одиночном разряде, где в финале она победила соотечественницу Хлоэ Паке со счётом 4-6, 7-6(3), 6-3. Через неделю — на турнире в Париже — порвала крестообразную связку колена и выбыла из игры на восемь месяцев.

#### Сенсационный полуфинал на «Ролан Гаррос»
В конце мая 2025 года, занимая 361-е место в рейтинге, Буассон получила wild card в основную сетку и дошла до полуфинала Открытого чемпионата Франции в одиночном разряде, по ходу соревнований победив 24-ю ракетку мира бельгийку Элизе Мертенс, украинку Ангелину Калинину, соотечественницу Эльзу Жакмо и 3-ю ракетку мира американку Джессику Пегулу со счётом 3-6, 6-4, 6-4. В третьем сете при счёте 4-4 Пегула сначала имела три геймбола на своей подаче, но отдала её, а затем Буассон отыграла 4 брейкпойнта, подавая на матч.
В четвертьфинале Буассон сенсационно обыграла шестую ракетку мира Мирру Андрееву в двух сетах — 7-6(8-6) 6-3. В первом сете Буассон уступала 3-5, отыграла два сетбола, из них один на тай-брейке. Во втором сете Андреева вела 3-0, после чего Буассон выиграла 6 геймов подряд. Буассон, впервые в карьере игравшая в основной сетке турнира Большого шлема, стала первой с 2011 года француженкой и первой в «Открытую эру» обладательницей wild card, дошедшей до полуфинала «Ролан Гаррос». Также она стала первой с 1990 года теннисисткой, дошедшей до полуфинала на дебютном турнире Большого шлема (тогда это удалось Дженнифер Каприати также на «Ролан Гаррос»). Уже после выхода в полуфинал обеспечила себе дебют в топ-100 мирового рейтинга и звание первой ракетки Франции.
Она также по приглашению участвовала в парном разряде этого турнира вместе с соотечественницей Жюли Бельграве, где они в первом круге проиграли паре Лючия Бронцетти и Энн Ли со счётом 6-3, 3-6, 2-6.
В середине июля Лоис выиграла титул на турнире в Гамбурге, обыграв в полуфинале 39-ю ракетку мира Даяну Ястремскую.

## Итоговое место в рейтинге WTA по годам
| Год  | Одиночный рейтинг | Парный рейтинг |
| 2024 | 188               |                |
| 2023 | 341               | 1085           |
| 2022 | 739               |                |
| 2021 | 526               |                |

## Выступления на турнирах

### Финалы турнировWTAв одиночном разряде (1)

#### Победа (1)
| Легенда:                   |
| -------------------------- |
| Турниры Большого шлема (0) |
| Олимпиада (0)              |
| Итоговый турнир WTA (0)    |
| WTA 1000 (0)               |
| WTA 500 (0)                |
| WTA 250 (1)                |

| Титулы по покрытиям | Титулы по месту проведения матчей турнира |
| ------------------- | ----------------------------------------- |
| Хард (0)            | Зал (0)                                   |
| Грунт (1)           | Зал (0)                                   |
| Трава (0)           | Открытый воздух (1)                       |
| Ковёр (0)           | Открытый воздух (1)                       |

| №  | Дата         | Турнир            | Покрытие | Соперница в финале | Счёт    |
| 1. | 21 июля 2025 | Гамбург, Германия | Грунт    | Анна Бондар        | 7-5 6-3 |

### Финалы турнировWTA 125иITFв одиночном разряде (9)

#### Победы (7)
| Призовые    | Титулы по годам | Титулы по годам |
| ----------- | --------------- | --------------- |
| Призовые    | до 2024         | с 2024          |
| 125.000 USD | 1+0             | 1+0             |
| 100.000 USD | 0+0             | 0+0             |
| 80.000 USD  | 0+0             | -               |
| 75.000 USD  | -               | 2+0             |
| 60.000 USD  | 0+0             | -               |
| 50.000 USD  | -               | 0+0             |
| 40.000 USD  | 0+0             | -               |
| 35.000 USD  | -               | 2+0             |
| 25.000 USD  | 0+0             | -               |
| 15.000 USD  | 2+0             | 2+0             |

| Титулы по покрытиям | Титулы по месту проведения матчей турнира |
| ------------------- | ----------------------------------------- |
| Хард (0)            | Зал (1)                                   |
| Грунт (7)           | Зал (1)                                   |
| Трава (0)           | Открытый воздух (6)                       |
| Ковёр (0)           | Открытый воздух (6)                       |

| №  | Дата             | Турнир                | Покрытие    | Соперница в финале | Счёт           |
| 1. | 18 сентября 2022 | Дижон, Франция        | Грунт       | Вивиан Вольф       | 7-5 3-6 7-5    |
| 2. | 26 марта 2023    | Гавр, Франция         | Грунт (зал) | Диана Мартынов     | 6-0 4-6 6-2    |
| 3. | 24 марта 2024    | Аламинос, Кипр        | Грунт       | Деспина Папамихаил | 6-2 6-0        |
| 4. | 31 марта 2024    | Тарраса, Испания      | Грунт       | Ханне Вандевинкель | 6-0 7-6(8)     |
| 5. | 14 апреля 2024   | Беллинцона, Швейцария | Грунт       | Анна Бондар        | 6-3 2-6 6-4    |
| 6. | 5 мая 2024       | Сен-Мало, Франция     | Грунт       | Хлоэ Паке          | 4-6 7-6(3) 6-3 |
| 7. | 11 мая 2025      | Сен-Годенс, Франция   | Грунт       | Татьяна Прозорова  | 7-6(4) 6-0     |

#### Поражения (2)
| №  | Дата            | Турнир           | Покрытие | Соперница в финале | Счёт       |
| 1. | 15 октября 2023 | Севилья, Испания | Грунт    | Доминика Шалкова   | 4-6 3-6    |
| 2. | 30 марта 2025   | Тарраса, Испания | Грунт    | Лилли Таггер       | 6-7(4) 3-6 |